# Mirosław Spychalski
Mirosław Spychalski (ur. 10 listopada 1959 we Wrocławiu) – polski prozaik, publicysta, autor filmów dokumentalnych.

## Życiorys
Absolwent Filologii polskiej UWr. W latach 1978–1989 związany z opozycją demokratyczną – Studencki Komitet Solidarności (SKS), NZS, Solidarność Polsko-Czesko-Słowacka. W stanie wojennym internowany. 1982 współorganizator Akademickiego Ruchu Oporu. 1982–1984 członek konspiracyjnego Zarządu Uniwersyteckiego NZS. Od połowy 1982 do wiosny 1984 redaktor naczelny pisma NZS UWr „Komunikat”. Działalność konspiracyjną prowadził do roku 1989. Redaktor i dziennikarz pism podziemnych i emigracyjnych. 
W latach 1989–1992 mieszkał w Nowym Jorku, gdzie współpracował z „Nowym Dziennikiem” i z „Radiem Wolna Europa”. Członek redakcji „brulionu” (1987–1993), szef telewizyjnego Pegaza (1995–1996). Współredaktor Telewizyjnych Wiadomości Literackich (TVP2). W latach 2009–2016 członek jury Literackiej Nagrody Europy Środkowej „Angelus”. Od marca 2016 roku dyrektor OTVP we Wrocławiu.

## Książki
- Opowieść heroiczna (1989/2012) – zbiór opowiadań (wspólnie z Mirosławem Jasińskim) – wznowienie w 2012 roku w formie e-booka ISBN 978-83-7884-879-0.
- Próba ucieczki – 1989
- Mówi Karpowicz – 2005 (wspólnie z Jarosławem Szodą) ISBN 83-88515-96-9.

## Filmy dokumentalne
- Tymoteusz Karpowicz (wspólnie z Jarosławem Szodą, 1993)
- Czechy po pięciu latach (wspólnie z Mirosławem Jasińskim, 1994)
- Przepompownia (1994)
- Krystyna Miłobędzka (wspólnie z Jarosławem Szodą, 1996)
- Gry leśne, uliczne i piwniczne (wspólnie z Mirosławem Jasińskim, 1999)
- Zakon (2002) – film dokumentalny (współautor scenariusza i współreżyseria)
- Właściwie mój życiorys przepadł (2003)
- M jak mama (2004) – film dokumentalny (współautor)
- Dzikie pola. Historia awangardowego Wrocławia – film dokumentalny (2015)

## Słuchowiska radiowe
- Jakże wam opowiedzieć (1987)
- Dzień pierwszy (2005)

## Odznaczenia
- Krzyż Kawalerski Orderu Odrodzenia Polski (2007)[2]
- Krzyż Wolności i Solidarności (2017)[3]
- Złota Odznaka Honorowa Wrocławia (2022)[3]